# Mesochorus testaceus
Mesochorus testaceus är en stekelart som beskrevs av Johann Ludwig Christian Gravenhorst 1829. Mesochorus testaceus ingår i släktet Mesochorus och familjen brokparasitsteklar. Arten är reproducerande i Sverige. Inga underarter finns listade i Catalogue of Life.